# DFB-Pokal 1989/90

DFB-Pokalsieger 1989/90

DFB-Pokalsieger 1990 wurde der 1. FC Kaiserslautern.
In dieser Saison wurden die Achtelfinals am 9. November 1989 ausgetragen. Im späteren Verlauf des Abends wurde in Berlin die Berliner Mauer geöffnet. Aufgrund der Liveübertragung des Spiels Stuttgart-Bayern und der anschließenden Zusammenfassung der Partie Kaiserslautern-Köln verspäteten sich die Tagesthemen, weswegen in dieser Sendung Hanns-Joachim Friedrichs als erster Nachrichtensprecher die Einschätzung übermittelte, es herrsche völlige Reisefreiheit: „Die Tore der Mauer stehen weit offen.“ Erst nach diesen Worten begann in Berlin der Sturm auf die Mauer in großem Stil.
Das Pokalfinale im Olympiastadion Berlin wurde mit einer Feier zur am 3. Oktober 1990 stattfindenden Wiedervereinigung verknüpft.
Kaiserslautern schoss im Finale gegen Bremen drei Tore in der ersten halben Stunde. In der zweiten Halbzeit drängte Werder Bremen auf eine Resultatsverbesserung, nach zwei Toren gelang jedoch der Ausgleich nicht mehr. Nach vier verlorenen Pokal-Endspielen (1961, 1972, 1976 und 1981) konnte Kaiserslautern damit erstmals den Titel gewinnen. Für Werder war es die zweite Endspielniederlage in Folge.
Titelverteidiger Borussia Dortmund war bereits in der 2. Runde an Zweitligist Eintracht Braunschweig gescheitert.
Im Europapokal der Pokalsieger schied Kaiserslautern bei seiner ersten Teilnahme bereits in der 1. Runde gegen Titelverteidiger Sampdoria Genua aus, konnte aber in der Bundesliga die Meisterschaft gewinnen.

## 1. Hauptrunde
Die Spiele wurden vom 18. bis 20. August 1989 ausgetragen.
| Datum         |                         | Ergebnis  |                        |
| ------------- | ----------------------- | --------- | ---------------------- |
| Fr 18.08.1989 | VfL Bückeburg           | 10:2 1    | Eintracht Braunschweig |
| Fr 18.08.1989 | Rot-Weiss Frankfurt     | 0:1       | SV Waldhof Mannheim    |
| Fr 18.08.1989 | SV Arminia Hannover     | 2:1       | FC 08 Homburg          |
| Fr 18.08.1989 | FC St. Pauli            | 1:2       | Werder Bremen          |
| Fr 18.08.1989 | Kickers Offenbach       | 2:1       | Bayer Uerdingen        |
| Sa 19.08.1989 | Hannover 96             | 0:3       | Borussia M’gladbach    |
| Sa 19.08.1989 | VfL Wolfsburg           | 1:3       | VfB Stuttgart          |
| Sa 19.08.1989 | VfL Osnabrück           | 3:1 n. V. | FC Schalke 04          |
| Sa 19.08.1989 | SV Wiesbaden            | 0:2       | VfL Bochum             |
| Sa 19.08.1989 | VfR Sölde               | 10:3 2    | 1. FC Köln             |
| Sa 19.08.1989 | Eintracht Frankfurt     | 0:1       | FC Bayern München      |
| Sa 19.08.1989 | Hamburger SV            | 2:4       | MSV Duisburg           |
| Sa 19.08.1989 | Bayer 04 Leverkusen Am. | 0:1       | 1. FC Kaiserslautern   |
| Sa 19.08.1989 | Hertha Zehlendorf       | 0:4       | 1. FC Nürnberg         |
| Sa 19.08.1989 | SpVgg Plattling         | 1:2 n. V. | Fortuna Düsseldorf     |
| Sa 19.08.1989 | 1. FC Saarbrücken       | 3:1       | SV Meppen              |
| Sa 19.08.1989 | Rot-Weiss Essen         | 1:2       | SG Wattenscheid 09     |
| Sa 19.08.1989 | SpV Langenau 08         | 0:6       | Stuttgarter Kickers    |
| Sa 19.08.1989 | SC Jülich 1910          | 2:2 n. V. | Blau-Weiß 90 Berlin    |
| Sa 19.08.1989 | FC Wangen 05            | 0:3       | SV Darmstadt 98        |
| Sa 19.08.1989 | 1. FC Pforzheim         | 4:1       | SpVgg Bayreuth         |
| Sa 19.08.1989 | 1. FC Schweinfurt 05    | 1:0       | Altona 93              |
| Sa 19.08.1989 | TSG Pfeddersheim        | 2:0       | VfB Gaggenau           |
| Sa 19.08.1989 | SC Geislingen           | 0:3       | TSV 1860 München       |
| Sa 19.08.1989 | SV Edenkoben            | 1:0       | SV Saar 05 Saarbrücken |
| Sa 19.08.1989 | Borussia Dortmund (TV)  | 3:0       | SC Fortuna Köln        |
| So 20.08.1989 | Werder Bremen Am.       | 1:4       | Bayer 04 Leverkusen    |
| So 20.08.1989 | SG Union Solingen       | 1:3 n. V. | SC Freiburg            |
| So 20.08.1989 | FC Gütersloh            | 1:1 n. V. | Hertha BSC             |
| So 20.08.1989 | FSV Salmrohr            | 1:3       | TuS Hoisdorf           |
| So 20.08.1989 | Viktoria Aschaffenburg  | 2:6       | Karlsruher SC          |
| So 20.08.1989 | 1. FSV Mainz 05         | 2:0       | Alemannia Aachen       |

(TV) Titelverteidiger

### Wiederholungsspiele
Die Spiele wurden am 29. und 30. August 1989 durchgeführt.
| Datum         |                     | Ergebnis |                |
| ------------- | ------------------- | -------- | -------------- |
| Di 29.08.1989 | Hertha BSC          | 0:1      | FC Gütersloh   |
| Mi 30.08.1989 | Blau-Weiß 90 Berlin | 1:0      | SC Jülich 1910 |

## 2. Hauptrunde
Gespielt wurde am 23. und 24. September 1989.
| Datum         |                        | Ergebnis  |                        |
| ------------- | ---------------------- | --------- | ---------------------- |
| Sa 23.09.1989 | Borussia M’gladbach    | 4:1       | 1. FC Nürnberg         |
| Sa 23.09.1989 | FC Bayern München      | 2:0       | SV Waldhof Mannheim    |
| Sa 23.09.1989 | SC Freiburg            | 1:2       | Karlsruher SC          |
| Sa 23.09.1989 | SV Darmstadt 98        | 1:0       | Bayer 04 Leverkusen    |
| Sa 23.09.1989 | Stuttgarter Kickers    | 2:3       | Werder Bremen          |
| Sa 23.09.1989 | Borussia Dortmund (TV) | 2:3       | Eintracht Braunschweig |
| Sa 23.09.1989 | 1. FC Pforzheim        | 1:0       | VfL Bochum             |
| Sa 23.09.1989 | SV Arminia Hannover    | 2:4       | 1. FC Köln             |
| Sa 23.09.1989 | 1. FSV Mainz 05        | 1:3       | 1. FC Kaiserslautern   |
| Sa 23.09.1989 | FC Gütersloh           | 0:2 n. V. | VfB Stuttgart          |
| Sa 23.09.1989 | SV Edenkoben           | 1:2 n. V. | MSV Duisburg           |
| Sa 23.09.1989 | 1. FC Schweinfurt 05   | 4:2       | Blau-Weiß 90 Berlin    |
| Sa 23.09.1989 | TSG Pfeddersheim       | 1:3       | Kickers Offenbach      |
| Sa 23.09.1989 | TuS Hoisdorf           | 0:2       | TSV 1860 München       |
| So 24.09.1989 | Fortuna Düsseldorf     | 4:0       | 1. FC Saarbrücken      |
| So 24.09.1989 | SG Wattenscheid 09     | 0:2       | VfL Osnabrück          |

## Achtelfinale
Alle Spiele fanden vom 8. bis 11. November 1989 statt.
| Datum         |                      | Ergebnis  |                          |
| ------------- | -------------------- | --------- | ------------------------ |
| Mi 08.11.1989 | TSV 1860 München     | 1:2       | Werder Bremen            |
| Do 09.11.1989 | 1. FC Kaiserslautern | 2:1       | 1. FC Köln               |
| Do 09.11.1989 | VfB Stuttgart        | 3:0       | FC Bayern München        |
| Fr 10.11.1989 | Kickers Offenbach    | 1:0 n. V. | Borussia Mönchengladbach |
| Sa 11.11.1989 | 1. FC Schweinfurt 05 | 0:2       | Eintracht Braunschweig   |
| Sa 11.11.1989 | 1. FC Pforzheim      | 1:3       | Fortuna Düsseldorf       |
| Sa 11.11.1989 | MSV Duisburg         | 4:1       | SV Darmstadt 98          |
| Sa 11.11.1989 | VfL Osnabrück        | 3:2       | Karlsruher SC            |

## Viertelfinale
Die Viertelfinalspiele wurden vom 12. Dezember 1989 bis 17. Februar 1990 ausgetragen.
| Datum         |                        | Ergebnis  |                    |
| ------------- | ---------------------- | --------- | ------------------ |
| Di 12.12.1989 | Werder Bremen          | 3:0       | VfB Stuttgart      |
| Di 12.12.1989 | 1. FC Kaiserslautern   | 3:1       | Fortuna Düsseldorf |
| Mi 13.12.1989 | Eintracht Braunschweig | 3:2       | VfL Osnabrück      |
| Sa 17.02.1990 | Kickers Offenbach      | 1:1 n. V. | MSV Duisburg       |

### Wiederholungsspiel
Das Wiederholungsspiel wurde am 13. März 1990 durchgeführt.
| Datum         |              | Ergebnis |                   |
| ------------- | ------------ | -------- | ----------------- |
| Di 13.03.1990 | MSV Duisburg | 0:1      | Kickers Offenbach |

## Halbfinale
Die Partien im Halbfinale wurden am 27. März und 28. März ausgetragen:
| Datum         |                   | Ergebnis |                        |
| ------------- | ----------------- | -------- | ---------------------- |
| Di 27.03.1990 | Werder Bremen     | 2:0      | Eintracht Braunschweig |
| Mi 28.03.1990 | Kickers Offenbach | 0:1      | 1. FC Kaiserslautern   |

## Finale
| Paarung              | Werder Bremen – 1. FC Kaiserslautern |
| Ergebnis             | 2:3 (0:3) |
| Datum                | 19. Mai 1990 um 18:00 Uhr |
| Stadion              | Olympiastadion, Berlin |
| Zuschauer            | 76.391 |
| Schiedsrichter       | Manfred Neuner (Leimen) |
| Tore                 | 0:1 Bruno Labbadia (19.) 0:2 Bruno Labbadia (26.) 0:3 Stefan Kuntz (30.) 1:3 Frank Neubarth (54.) 2:3 Manfred Burgsmüller (72.) |
| Werder Bremen        | Oliver Reck, Uli Borowka (52. Manfred Burgsmüller), Rune Bratseth, Jonny Otten, Thomas Wolter (35. Frank Neubarth), Miroslav Votava, Uwe Harttgen, Dieter Eilts, Günter Hermann, Karl-Heinz Riedle, Wynton Rufer Cheftrainer: Otto Rehhagel |
| 1. FC Kaiserslautern | Gerry Ehrmann, Reinhard Stumpf, Franco Foda, Kay Friedmann (57. Roger Lutz), Uwe Scherr, Markus Schupp (77. Axel Roos), Demir Hotić, Thomas Dooley, Frank Lelle, Bruno Labbadia, Stefan Kuntz Cheftrainer: Karl-Heinz Feldkamp              |

## Beste Torschützen
Nachfolgend sind die besten Torschützen des DFB-Pokals 1989/90 aufgeführt. Die Sortierung erfolgt nach Anzahl ihrer Treffer, bei gleicher Toranzahl alphabetisch.
| Rang | Spieler        | Verein               | Tore |
| ---- | -------------- | -------------------- | ---- |
| 1    | Stefan Kuntz   | 1. FC Kaiserslautern | 5    |
| 1    | Wynton Rufer   | Werder Bremen        | 5    |
| 3    | Uwe Kober      | MSV Duisburg         | 4    |
| 3    | Frank Schulz   | VfL Osnabrück        | 4    |
| 5    | Guido Buchwald | VfB Stuttgart        | 3    |
| 5    | Eberhard Carl  | Karlsruher SC        | 3    |
| 5    | Bruno Labbadia | 1. FC Kaiserslautern | 3    |
| 5    | Frank Neubarth | Werder Bremen        | 3    |

Siehe auch: Liste der Torschützenkönige des DFB-Pokals